# Церква Собору Пресвятої Богородиці (Підкамінь)
Церква Собору Пресвятої Богородиці в Підкамені — парафія і храм греко-католицької громади Української греко-католицької церкви в селі Підкамені Рогатинської громади Івано-Франківського району Івано-Франківської области України.

## Відомості
У 1870—1877 роках тривало будівництво мурованої церкви на місці давньої дерев'яної, яка існувала вже в [1832] році.
Відомо, що іконостас для храму зробив художник Модест Сосенко.
На фасаді церкви встановлена меморіальна дошка на честь о. Михайла Петріва.
Парафія і храм належали до Стрілицького ([1832—1842], [1907—1944]) та Ходорівського ([1843—1906]) деканатів. Кількість парафіян: 1832 — 612, 1844 — 707, 1854 — 740, 1864 — 742, 1874 — 662, 1884 — 546, 1894 — 763, 1904 — 783, 1914 — 854, 1924 — 793, 1936 — 792.

## Парохи
- о. Іван Ступницький ([1832])
- о. Григорій Палатинський (1834—1840, адміністратор)
- о. Андрій Стисловський (1840—1847, адміністратор)
- о. Іван Васильківський (1847—1868)
- о. Йосиф Савчинський (1868—1885)
- о. Іван Венгринович (1885—1886, адміністратор)
- о. Аполінарій Филиповський (1886—1915+)
- о. Яків Завадовський (1911—1912)
- о. Теодозій Цар ([1918])
- о. Василь Німий (1924, адміністратор)
- о. Михайло Петрів (1924—[1944])
- о. Роман Проців — нині[4].